# August Olfenius
August Olfenius (* 10. Januar 1822 in Weilburg; † 23. Mai 1894 in Wiesbaden) war ein deutscher Verwaltungsjurist, Landesbankdirektor und Abgeordneter.

## Leben
Olfenius war der Sohn des nassauischen Zollinspektors August Olfenius. Er studierte Rechtswissenschaften und legte 1843 das 1. Staatsexamen ab. Danach war er 1844 Amtsakzessist im Amt Braubach und 1846 beim Hof- und Appellationsgericht Usingen. Nach der 1847 bestandenen 2. Staatsprüfung arbeitete er am Justizamt Wiesbaden.
Am 9. April 1849 heiratete er in Biebrich Johanna Friederike Charlotte geborene Maurer (* 2. September 1823 in Hachenburg; † Dezember 1895 in Wiesbaden), die Tochter des Hofkochs Johann Anton Theodor Maurer.
Zwischen 1849 und 1852 arbeitete er bei der nassauischen Generaldomänenverwaltung, die als Abteilung in das Finanzministerium eingegliedert wurde. 1852 wurde er hier Sekretär und 1853 Assessor. Nach der Übernahme der Aufgaben durch das Finanzkollegium wurde er 1854 dort Assessor und 1860 Obersteuerrat. 1861 wechselte er als Rezepturbeamter mit dem Titel eines Obersteuerrats in die Rezeptur im Amt Runkel.
Nach der Annexion des Herzogtums Nassau durch Preußen wurde 1868 die Rezepturen aufgelöst und Olfenius wechselte als Landesbankdirektionsrat zur Nassauischen Landesbank. Dort wurde er 1870 kommissarischer Dirigent und war 1872 bis zu seinem Tod 1894 Direktor.

## Politik
Von 1886 bis 1892 vertrat er den Stadtkreis Wiesbaden im Nassauischen Kommunallandtag und war dort Mitglied des Finanzausschusses.